# Tricholepidium subhemionitideum
Tricholepidium subhemionitideum är en stensöteväxtart som först beskrevs av Christ, och fick sitt nu gällande namn av Fraser-jenk. Tricholepidium subhemionitideum ingår i släktet Tricholepidium och familjen Polypodiaceae. Inga underarter finns listade.